# Orthodera ministralis ministralis
Orthodera ministralis ministralis es una subespecie de mantis de la familia Mantidae.

## Distribución geográfica
Se encuentra en Australia, Nueva Zelanda y Hawái.